# Tatsuo Hirano

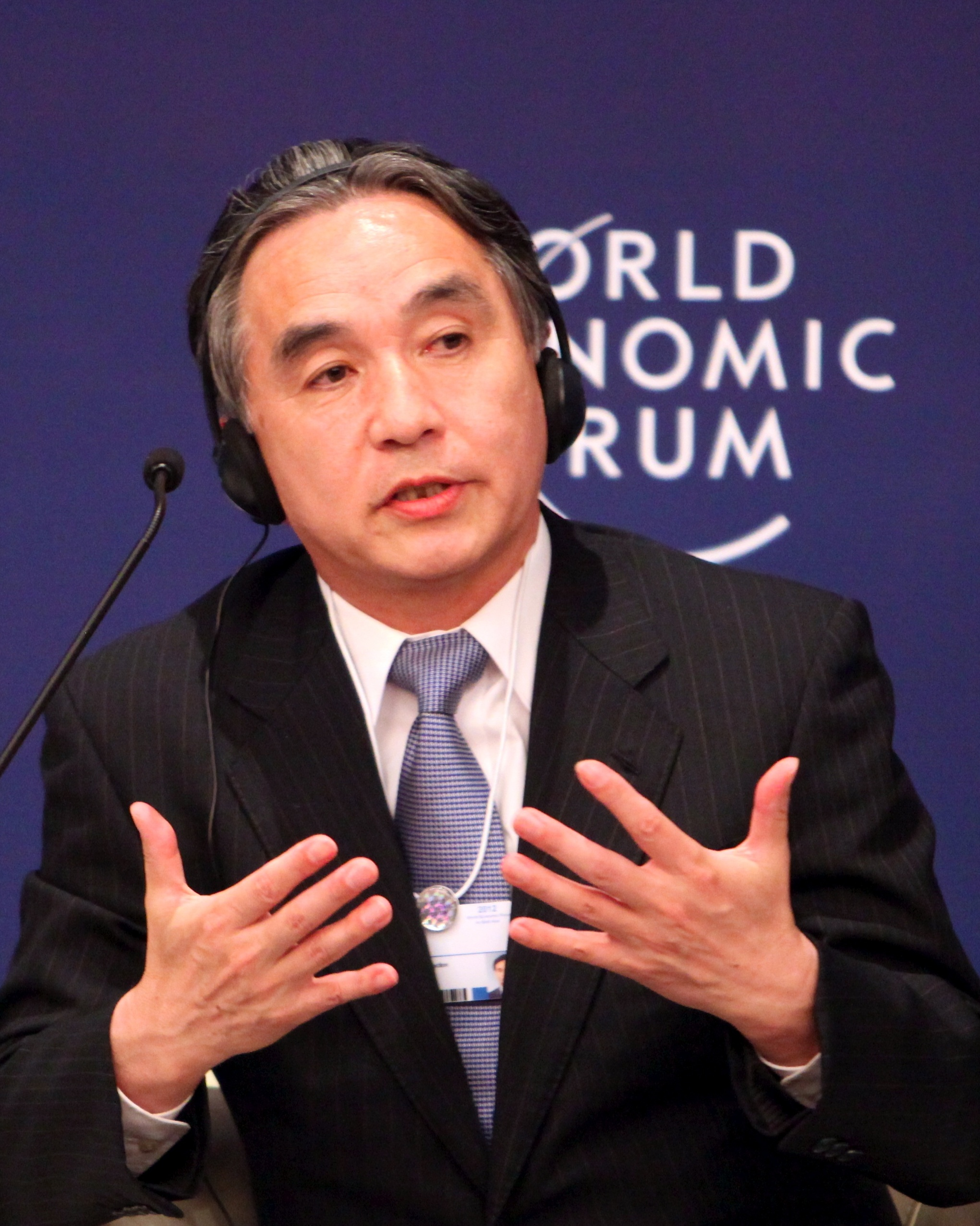
Fórum Econômico Mundial sobre o Leste Asiático - Tatsuo Hirano(2012).

Tatsuo Hirano (平野 達男) é um político japonês nascido em 1954 filiado ao Partido Democrático do Japão membro da Câmara dos Conselheiros da Dieta (Casa de legislação do país) nascido em Kitakami e graduado na Universidade de Tóquio ele se tornou Ministro da Agricultura,Florestas e Pesca em 1977 compareceu à Universidade Estadual do Iowa nos Estados Unidos como um funcionário do ministério. Em 2001, ele deixou o ministério e foi eleito para a Câmara de Conselheiros, pela primeira vez.